# Knud Wissum
Knud Johannes Wissum (født 27. august 1922 i København, død 20. januar 2017) var en dansk musikolog og forhenværende programsekretær i Danmarks Radio.

## Biografi
Han blev student fra Vestre Borgerdydskolen i København i 1942 og cand. mag. i musik og engelsk fra Københavns Universitet i 1952 med speciale i filmmusik.
I 1943-45 deltog han i modstandsbevægelsen som medlem af Akademisk Skyttekorps.

### Årene i Danmarks Radio
Efter nogle rejseår som turistguide i Sydeuropa blev Wissum i 1952 ansat som programassistent i Statsradiofoniens Underholdningsafdeling. I syv år var hans stofområde Ønskekoncerten Giro 413, Svend Saaby-koret, UHA-orkestret, transmission af musicals, folkemusik, Vers og viser fra aviser, m.m.
1959-61 udlånt til Grønlands Radio som redaktør af de dansksprogede programmer. Fra Godthåb startede han hjemsendelsen til DR af månedlige reportager om grønlandske samfundsforhold.
I 1962 søgte Wissum over i afdelingen for Børne-, ungdoms- og skoleradio (BUS) og fik programansvaret for DR's Pigekor, Drengekor og Juniororkester samt landskonkurrencerne "Sangerdyst og Orkesterdyst fra Kyst til Kyst".
Han arrangerede rejser med de faste DR-ensembler under titlen "Vi kommer med musik" til en  lang række danske og skandinaviske byer, hvor man musicerede sammen med lokale grupper.
Efter oprettelsen af Provinsafdelingen i 1973 blev Wissum kaldt hertil som redaktør af Folkemusikskole- og Konservatorieområdet og i bredeste forstand Amatørmusikken i radio og tv.
En betydelig mængde unge musiktalenter, – herunder solister, kor, orkestre, – hvoraf mange senere er blevet topnavne i dansk og udenlands musikliv – fik en platform i hans serier Unge talenter på vej, Samklang og Musikkomsammen.

### Musikportrætter
I årenes løb producerede Wissum en række musikportrætter, hørebilleder og montager, eksempelvis om Wienerdynastiet Strauss (Straussiana), Aksel Schiøtz (Kunst og Kamp), Antonín Dvořák (Den tjekkiske nationalkomponist), Pablo Casals (Glæder og sorger) og – i relation til arbejdet med børn og unge – om Finn Høffding, Johan Hye-Knudsen, John Høybye, Jester Hairston, Claudio Abbado og Isaac Stern.

### Grønlændertruppen MIK
Efter hjemkomsten fra Grønland i 1961 skabte Knud Wissum den grønlandske sang- og dansegruppe MIK, rekrutteret blandt unge studerende i København. Gruppen talte adskillige senere nøglepersoner inden for grønlandsk politik og samfundsliv, herunder Jonathan Motzfeldt, Otto Steenholdt, Jens Peter Rosing, Sofie Heinrich.
MIK blev landskendt gennem radio, tv og grammofonplader. Gruppen blev ambassadør for rigsfællesskabet og rejste med støtte fra tre ministerier til mange europæiske lande samt Grønland og USA.

## Udgivelser
Publikationer og bøger
- Filmmusikkens særlige kompositionstekniske problemer, herunder vekselvirkningen mellem billede, replik og musik
Specialafhandling til embedseksamen i faget musik ved Københavns Universitet, Københavns Universitet, 1949.
- Dansk filmmusiks udvikling, Institut for Filmvidenskab, Københavns Universitet, 1948.
- Film og musik, 5, Dansk Musik Tidsskrift, 1949 » 05
- Er grønlandsk korsang ved at stagnere?, Tidsskriftet Grønland 1968/1
- Grønlands Radio – et vigtigt led i genopbygningen, Tidsskriftet Grønland 1962/1

### Lydbøger
- Indien i rødt og hvidt. Reportage fra Fatehpur Sikri og Taj Mahal, (Lydbog) Danmarks Radio, 1966.
- Benares – Indiens hellige stad, (Lydbog) Danmarks Radio, 1965.

### CD og grammofonplader
- Grønland i ord og toner Kaallit Nunaat oqaatsinit erinnanillu,  Bob Records 2003 CD, MIKCD-1. Grønlændergruppen MIK med Henry Hansens Spillemandskvartet, Gustav Andersson ... [et al.] ; Grønlændergruppen MIK ; Henry Hansens Spillemandskvartet (Henry Hansen og Viggo Jørgensen, violin ; Erik Gebert, klarinet ; Alfred Rasmussen, bas) ; Gustav Andersson, violin ; dir: Knud Wissum.

- Grønland kalder! (1) – Kalâtdlit-nunât – tusariardlingôK, Bob Records 6302, Grønlændertruppen Mik synger og danser ; akk. af Henry Hansens Spillemandskvartet, dir.: Knud Wissum.

- Grønland kalder! (2) – Kalâtdlit-nunât – tusariardlingôK, Bob Records 6303, Grønlændertruppen Mik synger og danser ; akk. af Henry Hansens Spillemandskvartet, dir.: Knud Wissum.

- Grønland kalder! (3) – Kalâtdlit-nunât – tusariardlingôK, Bob Records 6304, Grønlændertruppen Mik synger og danser ; akk. af Henry Hansens Spillemandskvartet, dir.: Knud Wissum.

- Grønland kalder! (4) – Kalâtdlit-nunât – tusariardlingôK, Bob Records 6305, Grønlændertruppen Mik synger og danser ; akk. af Henry Hansens Spillemandskvartet og Mogens Ellegaard (harmonika), dir.: Knud Wissum.

- Grønland kalder! (5) – Kalâtdlit-nunât – tusariardlingôK, Bob Records 6306, Grønlændertruppen Mik synger og danser ; akk. af Henry Hansens Spillemandskvartet, dir.: Knud Wissum.

- Grønland kalder! (6) – Kalâtdlit-nunât – tusariardlingôK, Bob Records 6306, Grønlændertruppen Mik synger børnesange, dir.: Knud Wissum.